# François Baugard
François Baugard, né le 2 janvier 1744 à Versailles (Yvelines), mort le 28 octobre 1810 à Civitavecchia (Italie), est un militaire français de la Révolution et de l’Empire.

## États de service
Il entre en service le 1er janvier 1763, comme dragon au régiment Colonel-Général, il passe dans les carabiniers le 1er mai 1767, et le 15 mai 1775, il quitte ce corps par congé. 
Il reprend du service le 20 mai 1776, comme cavalier dans la Maréchaussée de la généralité de Paris, et en avril 1779, il part pour faire la guerre en Amérique. Le 11 décembre 1779, il passe dans la compagnie de maréchaussée des voyages et chasses, et il est nommé brigadier le 26 mars 1783. Licencié avec son corps le 24 septembre 1789, il entre le même jour dans la garde nationale de Paris.
Il devient sous-lieutenant le 17 juin 1792, au 13e régiment de cavalerie, et dirigé sur l’armée du Nord. Le 22 juillet 1793, à l’affaire de Linselles près de Lille, il attaque avec 25 hommes un avant poste hollandais, fait 14 prisonniers, s’ouvre un passage au milieu d’une colonne ennemie accourue pour l’envelopper, tue de sa main l’officier commandant qui lui dit de se rendre, et rentre au camp avec ses prisonniers. Il reçoit son brevet de chef d’escadron le 18 novembre 1793, au 21e régiment de chasseurs à cheval, et de l’an IV à l’an VII, il sert aux armées de l’Intérieur, du Rhin et d’Helvétie. 
Il est promu chef de brigade le 22 août 1797, au 21e régiment de dragons, et il est mis à la suite du 11e régiment de dragons le 20 mai 1798. Le 5 janvier 1799, il préside le 2e conseil de guerre de la 6e division militaire, et il est admis au traitement de réforme le 4 mai 1799.
Il est rappelé à l’activité le 1er décembre 1803, et mis à la disposition du général Murat pour être employé comme commandant d’armes de 3e classe dans la république Italienne. Il est fait chevalier de la légion d’honneur le 14 juin 1804. Nommé successivement commandant d’armes à Como et Civitavecchia, il meurt dans cette dernière ville le 28 octobre 1810.

## Sources
- A. Lievyns, Jean Maurice Verdot, Pierre Bégat, Fastes de la Légion-d'honneur, biographie de tous les décorés accompagnée de l'histoire législative et réglementaire de l'ordre, Tome 4, Bureau de l’administration, 1844, 640 p. (lire en ligne), p. 521.
- Léon Hennet, Etat militaire de France pour l’année 1793, Siège de la société, Paris, 1903, p. 241.
- Carnet de la sabretache : revue d'histoire militaire rétrospective, Volumes 1 à 10, Berger-Levrault et cie, Paris, 1906, p. 48-235.
- Danielle Quintin et Bernard Quintin, Dictionnaires des colonels de Napoléon, S.P.M., 2013, 978 p. (ISBN 978-2-296-53887-0, lire en ligne), p. 80